# Gunungsari (Pulosari)
Gunungsari is een bestuurslaag in het regentschap Pemalang van de provincie Midden-Java, Indonesië. Gunungsari telt 3868 inwoners (volkstelling 2010).